# Asterococcus ovoides
Asterococcus ovoides är en insektsart som först beskrevs av Cockerell 1901.  Asterococcus ovoides ingår i släktet Asterococcus och familjen Cerococcidae. Inga underarter finns listade i Catalogue of Life.